# Alfred Forke

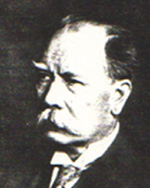
Alfred Forke (1923)

Alfred Forke (* 12. Januar 1867 in Schöningen; † 9. Juli 1944 in Hamburg) war ein deutscher Sinologe.
Er besuchte in Magdeburg das Gymnasium. Nach juristischem Studium an den Universitäten Genf und Berlin, dem ersten juristischen Staatsexamen und der Promotion zum Dr. jur. 1889 in Rostock sowie einer sprachlichen Vorbildung an dem Seminar für Orientalische Sprachen war Forke von 1890 bis 1903 Dolmetscher für Chinesisch im Konsulatsdienst in Peking.
1903 wurde er als Nachfolger seines früheren Lehrers Carl Arendt Professor am Seminar für Orientalische Sprachen in Berlin. Als Nachfolger Otto Frankes wechselte er 1923 an die Universität Hamburg. Dort leitete er den China gewidmeten Lehrstuhl bis 1935. 1926 erhielt von der Universität Leipzig den Ehrendoktortitel. Im November 1933 unterzeichnete er das Bekenntnis der deutschen Professoren zu Adolf Hitler.
Forkes Forschungsschwerpunkt war die chinesische Philosophie. Seine dreibändige Geschichte der chinesischen Philosophie gilt als „Pionierwerk“.

## Veröffentlichungen (Auswahl)
- Blüten chinesischer Dichtung
- Mê Ti: des Sozialethikers und seiner Schüler philosophische Werke (1922)
- Lun-Hêng
- The World-Conception of the Chinese. London: Probsthain, 1925.
- Gedankenwelt des chinesischen Kulturkreises. München und Berlin: Oldenbourg, 1927
- Geschichte der alten chinesischen Philosophie (1927) (Auszug bei Google Books)
- Geschichte der mittelalterlichen chinesischen Philosophie (1934) (Auszug bei Google Books)
- Geschichte der neueren chinesischen Philosophie (1938) (Auszug bei Google Books)
- Chinesische Dramen der Yüan-Dynastie : zehn nachgelassene Übersetzungen von Alfred Forke, herausgegeben von Martin Gimm. Wiesbaden: Steiner, 1978
- Zwei chinesische Singspiele der Qing-Dynastie, herausgegeben von Martin Gimm, Wiesbaden, Steiner (1993)
- Elf chinesische Singspieltexte aus neuerer Zeit nebst zwei Dramen in westlicher Manier, herausgegeben von Martin Gimm, Wiesbaden, Steiner (1993)